# BAFTA 2018
A 71.ª cerimônia dos Prémios da Academia Britânica de Cinema, mais conhecida como BAFTA 2018, foi uma transmissão televisiva produzida pela British Academy of Film and Television Arts (BAFTA) e realizada em 18 de fevereiro de 2018 no Royal Albert Hall, em Londres, para celebrar as melhores contribuições, britânicas e internacionais, à indústria do cinema no ano de 2017.
Os indicados foram anunciados em 9 de janeiro de 2018. The Shape of Water foi o filme com o maior número de indicações, doze no total. Os principais filmes britânicos foram Darkest Hour, Dunkirk e Three Billboards Outside Ebbing, Missouri.

## Vencedores e indicados
| Melhor Filme Three Billboards Outside Ebbing, Missouri – Graham Broadbent, Peter Czernin e Martin McDonagh - Call Me by Your Name – Émilie Georges, Luca Guadagnino, Marco Morabito e Peter Spears - Darkest Hour – Tim Bevan, Lisa Bruce, Eric Fellner, Anthony McCarten e Douglas Urbanski - Dunkirk – Christopher Nolan e Emma Thomas - The Shape of Water – Guillermo del Toro e J. Miles Dale | Melhor Diretor Guillermo del Toro – The Shape of Water - Christopher Nolan – Dunkirk - Denis Villeneuve – Blade Runner 2049 - Luca Guadagnino – Call Me by Your Name - Martin McDonagh – Three Billboards Outside Ebbing, Missouri |
| Melhor Ator Gary Oldman – Darkest Hour como Winston Churchill - Jamie Bell – Film Stars Don't Die in Liverpool como Peter Turner - Timothée Chalamet – Call Me by Your Name como Elio Perlman - Daniel Day-Lewis – Phantom Thread como Reynolds Woodcock - Daniel Kaluuya – Get Out como Chris Washington | Melhor Atriz Frances McDormand – Three Billboards Outside Ebbing, Missouri como Mildred Hayes - Annette Bening – Film Stars Don't Die in Liverpool como Gloria Grahame - Sally Hawkins – The Shape of Water como Elisa Esposito - Margot Robbie – I, Tonya como Tonya Harding - Saoirse Ronan – Lady Bird como Christine "Lady Bird" McPherson                                                                               |
| Melhor Ator Coadjuvante Sam Rockwell – Three Billboards Outside Ebbing, Missouri como Jason Dixon - Willem Dafoe – The Florida Project como Bobby Hicks - Hugh Grant – Paddington 2 como Phoenix Buchanan - Woody Harrelson – Three Billboards Outside Ebbing, Missouri como Bill Willoughby - Christopher Plummer – All the Money in the World como Jean Paul Getty | Melhor Atriz Coadjuvante Allison Janney – I, Tonya como LaVona Golden - Lesley Manville – Phantom Thread como Cyril Woodcock - Laurie Metcalf – Lady Bird como Marion McPherson - Kristin Scott Thomas – Darkest Hour como Clementine Churchill - Octavia Spencer – The Shape of Water como Zelda Fuller |
| Melhor Roteiro Original Martin McDonagh – Three Billboards Outside Ebbing, Missouri - Guillermo del Toro e Vanessa Taylor – The Shape of Water - Greta Gerwig – Lady Bird - Jordan Peele – Get Out - Steven Rogers – I, Tonya | Melhor Roteiro Adaptado James Ivory – Call Me by Your Name - Simon Farnaby e Paul King – Paddington 2 - Matt Greenhalgh – Film Stars Don't Die in Liverpool - Armando Iannucci, Ian Martin e David Schneider – The Death of Stalin - Aaron Sorkin – Molly's Game |
| Melhor Cinematografia Blade Runner 2049 – Roger Deakins - Darkest Hour – Bruno Delbonnel - Dunkirk – Hoyte van Hoytema - The Shape of Water – Dan Laustsen - Three Billboards Outside Ebbing, Missouri – Ben Davis | Melhor Estreia Britânica Rungano Nyoni e Emily Morgan – I Am Not a Witch - Gareth Tunley, Jack Healy Guttman e Tom Meeten – Ghoul - Johnny Harris e Thomas Napper – Jawbone - Lucy Cohen – Kingdom of Us - Alice Birch, William Oldroyd e Fodhla Cronin O'Reilly – Lady Macbeth |
| Melhor Filme Britânico Three Billboards Outside Ebbing, Missouri – Martin McDonagh, Graham Broadbent e Peter Czernin - Darkest Hour – Joe Wright, Tim Bevan, Lisa Bruce, Eric Fellner, Anthony McCarten e Douglas Urbanski - The Death of Stalin – Armando Iannucci, Kevin Loader, Laurent Zeitoun, Yann Zenou, Ian Martin e David Schneider - God's Own Country – Francis Lee, Manon Ardisson e Jack Tarling - Lady Macbeth – William Oldroyd, Fodhla Cronin O'Reilly e Alice Birch - Paddington 2 – Paul King, David Heyman e Simon Farnaby | Melhor Documentário I Am Not Your Negro - An Inconvenient Sequel: Truth to Power - City of Ghosts - Icarus - Jane |
| Melhor Trilha Sonora The Shape of Water – Alexandre Desplat - Blade Runner 2049 – Benjamin Wallfisch e Hans Zimmer - Darkest Hour – Dario Marianelli - Dunkirk – Hans Zimmer - Phantom Thread – Jonny Greenwood | Melhor Som Dunkirk – Richard King, Gregg Landaker, Gary Rizzo e Mark Weingarten - Baby Driver – Tim Cavagin, Mary H. Ellis e Julian Slater - Blade Runner 2049 – Ron Bartlett, Theo Green, Doug Hemphill, Mark Mangini e Mac Ruth - The Shape of Water – Christian Cooke, Glen Gauthier, Nathan Robitaille e Brad Zoern - Star Wars: The Last Jedi – Ren Klyce, David Parker, Michael Semanick, Stuart Wilson e Matthew Wood |
| Melhor Design de Produção The Shape of Water – Paul Denham Austerberry, Jeff Melvin e Shane Vieau - Beauty and the Beast – Sarah Greenwood e Katie Spencer - Blade Runner 2049 – Dennis Gassner e Alessandra Querzola - Darkest Hour – Sarah Greenwood e Katie Spencer - Dunkirk – Nathan Crowley e Gary Fettis | Melhores Efeitos Visuais Blade Runner 2049 – Gerd Nefzer e John Nelson - Dunkirk – Scott R. Fisher e Andrew Jackson - The Shape of Water – Dennis Berardi, Trey Harrell e Kevin Scott - Star Wars: The Last Jedi – Stephen Aplin, Chris Corbould, Ben Morris e Neal Scanlan - War for the Planet of the Apes – Daniel Barrett, Dan Lemmon, Joe Letteri e Joel Whist                                                          |
| Melhor Figurino Phantom Thread – Mark Bridges - Beauty and the Beast – Jacqueline Durran - Darkest Hour – Jacqueline Durran - I, Tonya – Jennifer Johnson - The Shape of Water – Luís Sequeira | Melhor Maquiagem e Caracterização Darkest Hour – David Malinowski, Ivana Primorac, Lucy Sibbick e Kazuhiro Tsuji - Blade Runner 2049 – Donald Mowat e Kerry Warn - I, Tonya – Deborah La Mia Denaver e Adruitha Lee - Victoria & Abdul – Daniel Phillips e Lou Sheppard - Wonder – Naomi Bakstad, Robert Pandini e Arjen Tuiten                                                                                              |
| Melhor Edição Baby Driver – Jonathan Amos e Paul Machliss - Blade Runner 2049 – Joe Walker - Dunkirk – Lee Smith - The Shape of Water – Sidney Wolinsky - Three Billboards Outside Ebbing, Missouri – Jon Gregory | Melhor Filme Estrangeiro Ah-ga-ssi ( Coreia do Sul) - Elle ( França) - First They Killed My Father ( Camboja) - Forushande ( Irão) - Nelyubov ( Rússia) |
| Melhor Filme de Animação Coco - Loving Vincent - Ma vie de courgette | Melhor Curta-Metragem de Animação Poles Apart - Have Heart - Mamoon |
| Melhor Curta-Metragem Cowboy Dave - Aamir - Bronco - A Drowning Man - Work - Wren Boys | Melhor Ator/Atriz em Ascensão Daniel Kaluuya - Timothée Chalamet - Florence Pugh - Josh O'Connor - Tessa Thompson |